# Lekkoatletyka na Letnich Igrzyskach Olimpijskich 1948 – skok o tyczce mężczyzn
Skok o tyczce mężczyzn – był jedną z konkurencji lekkoatletycznych rozgrywanych podczas igrzysk olimpijskich w Amsterdamie. Zawody odbyły się w dniach 31 lipca - 2 sierpnia 1948 roku na Empire Stadium w Londynie. Wystartowało 19 zawodników z 10 krajów.

## Rekordy
Tabela uwzględnia rekordy uzyskane przed rozpoczęciem rywalizacji.
|                   | Zawodnik                              | Wynik  | Miejsce | Data            |
| ----------------- | ------------------------------------- | ------ | ------- | --------------- |
| Rekord świata     | Stany Zjednoczone Cornelius Warmerdam | 4,77 m | Modesto | 23 maja 1942    |
| Rekord olimpijski | Stany Zjednoczone Earle Meadows       | 4,35 m | Berlin  | 5 sierpnia 1936 |

## Terminarz
| Data            | Godzina |              |
| --------------- | ------- | ------------ |
| 31 lipca 1948   | 11:00   | Kwalifikacje |
| 2 sierpnia 1948 | 14:30   | Finał        |

## Wyniki
Do finału awansowali zawodnicy którzy pokonali poprzeczkę na wysokości 4,00 m.

### Eliminacje
| Pozycja | Zawodnik           | Kraj              | Wynik | Uwagi |
| ------- | ------------------ | ----------------- | ----- | ----- |
| 1.      | Guinn Smith        | Stany Zjednoczone | 4,00  | Q     |
| 1.      | Erkki Kataja       | Finlandia         | 4,00  | Q     |
| 1.      | Bob Richards       | Stany Zjednoczone | 4,00  | Q     |
| 1.      | Erling Kaas        | Norwegia          | 4,00  | Q     |
| 1.      | Ragnar Lundberg    | Szwecja           | 4,00  | Q     |
| 1.      | Boo Morcom         | Stany Zjednoczone | 4,00  | Q     |
| 1.      | Hugo Göllors       | Szwecja           | 4,00  | Q     |
| 1.      | Valto Olenius      | Finlandia         | 4,00  | Q     |
| 1.      | José Barbosa       | Portoryko         | 4,00  | Q     |
| 1.      | José Vicente       | Portoryko         | 4,00  | Q     |
| 1.      | Victor Sillon      | Francja           | 4,00  | Q     |
| 1.      | Allan Lindberg     | Szwecja           | 4,00  | Q     |
| 13.     | Georges Breitman   | Francja           | 3,90  |       |
| 14.     | Theodosios Balafas | Grecja            | 3,80  |       |
| 14.     | Torfi Bryngeirsson | Islandia          | 3,80  |       |
| 16.     | Luis Ganoza        | Peru              | 3,70  |       |
| 17.     | Charles Bouvet     | Francja           | 3,60  |       |
| 17.     | Richard Webster    | Wielka Brytania   | 3,60  |       |
| 17.     | Jaime Piqueras     | Peru              | 3,60  |       |
| -       | Muhittin Akin      | Turcja            | DNS   | DNS   |
| -       | Armin Scheurer     | Szwajcaria        | DNS   | DNS   |

### Finał
| Poz.   | Zawodnik        | Państwo           | Rezultat | Rezultat | Rezultat | Rezultat | Rezultat | Rezultat | Wynik | Uwagi |
| Poz.   | Zawodnik        | Państwo           | 3,80     | 3,95     | 4,10     | 4,20     | 4,30     | 4,40     | Wynik | Uwagi |
| ------ | --------------- | ----------------- | -------- | -------- | -------- | -------- | -------- | -------- | ----- | ----- |
| złoto  | Guinn Smith     | Stany Zjednoczone | b.d.     | xo       | xo       | o        | xxo      | x--      | 4,30  |       |
| srebro | Erkki Kataja    | Finlandia         | b.d.     | o        | o        | o        | xxx      | —        | 4,20  |       |
| brąz   | Bob Richards    | Stany Zjednoczone | b.d.     | o        | xo       | xo       | xxx      | —        | 4,20  |       |
| 4.     | Erling Kaas     | Norwegia          | b.d.     | o        | o        | xxx      | —        | —        | 4,10  |       |
| 5.     | Ragnar Lundberg | Szwecja           | b.d.     | o        | xxo      | xxx      | —        | —        | 4,10  |       |
| 6.     | Boo Morcom      | Stany Zjednoczone | b.d.     | o        | -        | xxx      | —        | —        | 3,95  |       |
| 7.     | Hugo Göllors    | Szwecja           | b.d.     | xo       | —        | —        | —        | —        | 3,95  |       |
| 7.     | Valto Olenius   | Finlandia         | b.d.     | xo       | —        | —        | —        | —        | 3,95  |       |
| 9.     | José Barbosa    | Portoryko         | b.d.     | xxo      | —        | —        | —        | —        | 3,95  |       |
| 9.     | José Vicente    | Portoryko         | b.d.     | xxo      | —        | —        | —        | —        | 3,95  |       |
| 9.     | Victor Sillon   | Francja           | b.d.     | xxo      | —        | —        | —        | —        | 3,95  |       |
| 12.    | Allan Lindberg  | Szwecja           | b.d.     | xxx      | —        | —        | —        | —        | 3,80  |       |